# Akžol Machmudov
Akžol Machamadžanovič Machmudov (Акжол Махамаджанович Махмудов, * 15. dubna 1999 Oš) je reprezentant Kyrgyzstánu v řeckořímském zápase, stříbrný medailista z Letních olympijských her 2020.
Zápasení se věnuje od šesti let. V roce 2016 vyhrál v Tbilisi světový šampionát kadetů do 69 kg. V následujícím roce se stal juniorským mistrem Asie a vicemistrem světa v kategorii do 74 kg. V roce 2018 získal zlatou medaili na mistrovství Asie v zápase a stříbrnou medaili na Asijských hrách v Jakartě. V roce 2021 vyhrál asijskou kvalifikaci na olympiádu ve váze do 77 kg. Na LOH v Tokiu postupně vyřadil Lamjeda Maafiho z Tuniska, Rafiga Husejnova z Ázerbájdžánu a Karapeta Čaljana z Arménie. Ve finále ho porazil úřadující mistr světa Tamás Lőrincz z Maďarska 2:1 na body.